# Ásdís Hjálmsdóttir
Ásdís Hjálmsdóttir (Reikiavik, 28 de octubre de 1985) es una atleta islandesa especializada en el lanzamiento de jabalina.

## Carrera deportiva
Una de sus primeras apariciones a nivel internacional tuvo lugar cuando tenía 17 años, en el Campeonato Mundial de Atletismo Sub-18 que se celebró en Debrecen (Hungría), donde acabó decimocuarta con un lanzamiento de 36,39 metros. Dos años después, en el Campeonato Europeo de Atletismo Sub-20 de Tampere (Finlandia) fue decimonovena, con 42,23 metros. Sus registros mejoraron en 2004 en Grosseto (Italia), en el Campeonato Mundial de Atletismo Sub-20, donde acabó sexta gracias a un lanzamiento de 54,05 metros.
En el Campeonato Europeo de Atletismo Sub-23 de 2005 se quedaba a las puertas del podio, con un cuarto puesto gracias a su marca de 53,78 metros. En 2006, en su primera prueba absoluta, el Campeonato Europeo de Atletismo de Gotemburgo no avanzaba de la fase clasificatoria, quedando vigésimo quinta en la general, con un registro de 51,33 metros.
En 2008 participó en sus primeros Juegos Olímpicos, donde quedó muy atrasada en las marcas, solo marcando la mejor en un tiro de 48,59 metros. Para 2009, en el Campeonato Mundial de Atletismo en Berlín mejoraba su registro hasta los 55,86 metros. Un año después, en Barcelona, en el Campeonato Europeo de Atletismo acababa décima con 54,32 metros. En 2011, en Daegu (Corea del Sur), en el Campeonato Mundial de Atletismo fue decimotercera, con 59,15 metros de lanzamiento.
En 2012 participó primero en el Campeonato Europeo de Atletismo de Helsinki, donde volvía a ser decimotercera con 55,29 metros. Semanas después, en su segunda experiencia olímpica de Londres llegaba a la final, quedando undécima, con 59,08 metros, siendo su mejor registro histórico en una experiencia de los JJ OO.
En 2013, en el Campeonato Mundial de Atletismo que tuvo lugar en Moscú (Rusia) fue vigésimo primera en la general, con una marca de 57,65 metros. Al año siguiente, en Zúrich, en el Campeonato Europeo de Atletismo de 2014 mejoraba hasta alcanzar la decimotercera plaza, con 56,36 metros. Para 2015, en una nueva edición del Campeonato Mundial de Atletismo en Pekín mejoraba algo su último registro, subiendo hasta los 56,72 metros, lo que no la permitió superar la vigésimo novena plaza.
En el Campeonato Europeo de Atletismo de 2016 de Ámsterdam llegaba hasta la final, con una marca de 60,37 metros. Meses más tarde, en su última andanza olímpica en Río de Janeiro quedaba trigésima en la clasificación general, sin poder acceder a la final, habiendo llegado hasta los 54,92 metros de marca lanzada.
En 2018, en Berlín, en el Campeonato Europeo de Atletismo, quedaba decimotercera gracias a una marca de 60,16 metros. Una de sus últimas apariciones internacionales fue en Skopie, en la Tercera Liga del Campeonato Europeo de Atletismo por Naciones, donde se llevaba el oro con un lanzamiento de 57,04 metros.

## Vida personal
A finales de 2020, Ásdís dio positivo en coronavirus. Tuvo que ser hospitalizada de urgencia, estando ingresada durante una semana asistida por un soporte de ventilación.

## Resultados por competición

### Por temporada
| Representando a Islandia | Representando a Islandia                                    | Representando a Islandia | Representando a Islandia | Representando a Islandia | Representando a Islandia |
| ------------------------ | ----------------------------------------------------------- | ------------------------ | ------------------------ | ------------------------ | ------------------------ |
| Año                      | Competición                                                 | Lugar                    | Puesto                   | Marca (m.)               |                          |
| 2001                     | Campeonato Mundial de Atletismo Sub-18                      | Debrecen                 | 14.ª                     | 36,39                    |                          |
| 2003                     | Campeonato Europeo de Atletismo Sub-20                      | Tampere                  | 19.ª                     | 42,23                    |                          |
| 2004                     | Campeonato Mundial de Atletismo Sub-20                      | Grosseto                 | 6.ª                      | 54,05                    |                          |
| 2005                     | Juegos de los Pequeños Estados de Europa                    | Andorra la Vieja         | 1.ª                      | 57,05                    |                          |
| 2005                     | Campeonato Europeo de Atletismo Sub-23                      | Érfurt                   | 4.ª                      | 53,78                    |                          |
| 2006                     | Campeonato Europeo de Atletismo                             | Gotemburgo               | 25.ª (q)                 | 51,33                    |                          |
| 2008                     | Juegos Olímpicos                                            | Pekín                    | 50.ª (q)                 | 48,59                    |                          |
| 2009                     | Juegos de los Pequeños Estados de Europa                    | Nicosia                  | 1.ª                      | 58,93                    |                          |
| 2009                     | Campeonato Mundial de Atletismo                             | Berlín                   | 24.ª (q)                 | 55,86                    |                          |
| 2010                     | Campeonato Europeo de Atletismo                             | Barcelona                | 10.ª                     | 54,32                    |                          |
| 2011                     | Campeonato Mundial de Atletismo                             | Daegu                    | 13.ª (q)                 | 59,15                    |                          |
| 2012                     | Campeonato Europeo de Atletismo                             | Helsinki                 | 13.ª (q)                 | 55,29                    |                          |
| 2012                     | Juegos Olímpicos                                            | Londres                  | 11.ª                     | 59,08                    |                          |
| 2013                     | Juegos de los Pequeños Estados de Europa                    | Luxemburgo               | 1.ª                      | 56,15                    |                          |
| 2013                     | Campeonato Mundial de Atletismo                             | Moscú                    | 21.ª (q)                 | 57,65                    |                          |
| 2014                     | Campeonato Europeo de Atletismo                             | Zúrich                   | 13.ª (q)                 | 56,36                    |                          |
| 2015                     | Campeonato Europeo de Atletismo por Naciones - Segunda Liga | Stara Zagora             | 1.ª                      | 60,06                    |                          |
| 2015                     | Juegos de los Pequeños Estados de Europa                    | Reikiavik                | 1.ª                      | 58,85                    |                          |
| 2015                     | Campeonato Mundial de Atletismo                             | Pekín                    | 29.ª (q)                 | 56,72                    |                          |
| 2016                     | Copa Europea de Lanzamiento                                 | Arad                     | 3.ª                      | 59,53                    |                          |
| 2016                     | Campeonato Europeo de Atletismo                             | Ámsterdam                | 8.ª                      | 60,37                    |                          |
| 2016                     | Juegos Olímpicos                                            | Río de Janeiro           | 30.ª (q)                 | 54,92                    |                          |
| 2017                     | Copa Europea de Lanzamiento                                 | Las Palmas               | 2.ª                      | 59,20                    |                          |
| 2017                     | Juegos de los Pequeños Estados de Europa                    | San Marino               | 1.ª                      | 60,03                    |                          |
| 2017                     | Campeonato Europeo de Atletismo por Naciones - Segunda Liga | Tel Aviv                 | 2.ª                      | 60,67                    |                          |
| 2018                     | Campeonato Europeo de Atletismo                             | Berlín                   | 13.ª (q)                 | 60,16                    |                          |
| 2019                     | Campeonato Europeo de Atletismo por Naciones - Tercera Liga | Skopie                   | 1.ª                      | 57,04                    |                          |

### Mejores marcas
| Disciplina              | Marca    | Lugar   | Fecha               |
| ----------------------- | -------- | ------- | ------------------- |
| Lanzamiento de jabalina | 63,43 m. | Joensuu | 12 de julio de 2017 |